# Église Saint-Rémi de Fontenoy
L'église Saint-Rémi est une église située à Fontenoy, en France.

## Localisation
L'église est située sur la commune de Fontenoy, dans le département de l'Aisne.